# Bălești (okręg Alba)
Bălești – wieś w Rumunii, w okręgu Alba, w gminie Bistra. W 2011 roku liczyła 23 mieszkańców.